# パネヴェジース
パネヴェジース（リトアニア語: Panevėžys、ポーランド語: Poniewiez、イディッシュ語: Ponevezh、ロシア語: Паневежис）は、リトアニアのアウクシュタイティヤ地方にある都市。

## 地理

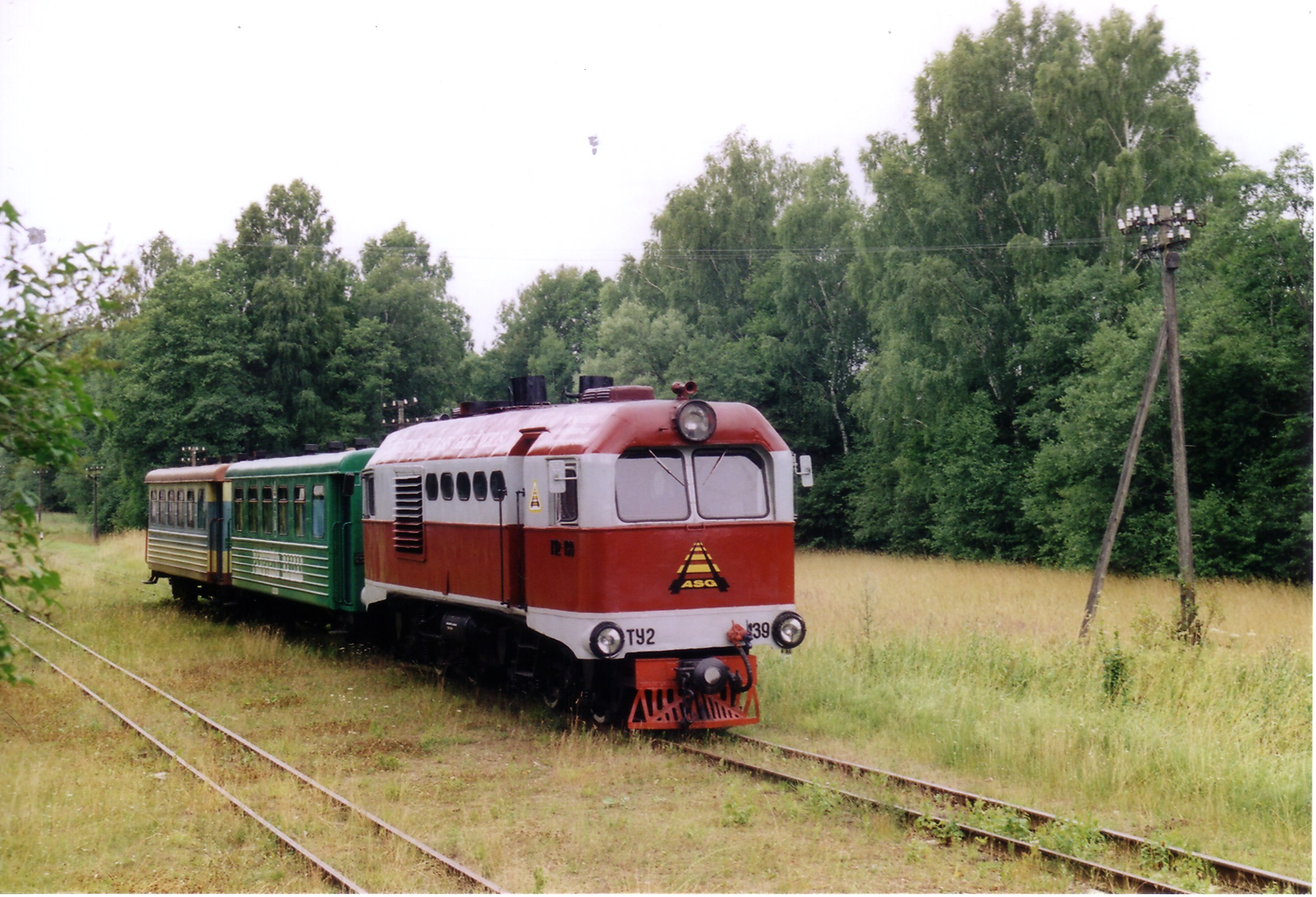
パネヴェジース発の狭軌路線

パネヴェジースはリトアニアの中部に位置する。バルト地方の中心地ヴィリニュスとリガの途中にある。良い道路基盤を持つ地理的位置と、国際高速道E67が、ビジネスの機会をパネヴェジースに提供している。市は鉄道でシャウレイとダウガフピルスに、狭軌によって同様にルビキアイ/アニクシュシャイとビルジャイともつながっている。この鉄道は歴史記念物として保存され、観光名所とされている。

## パネヴェジース都市自治体
パネヴェジースはアウクシュタイティヤ地方の中心に位置し、時に「アウクシュタイティヤの首都」と呼ばれる。パネヴェジース単体で都市自治体となっており、またパネヴェジース郡の中心都市ともなっている。

## 歴史

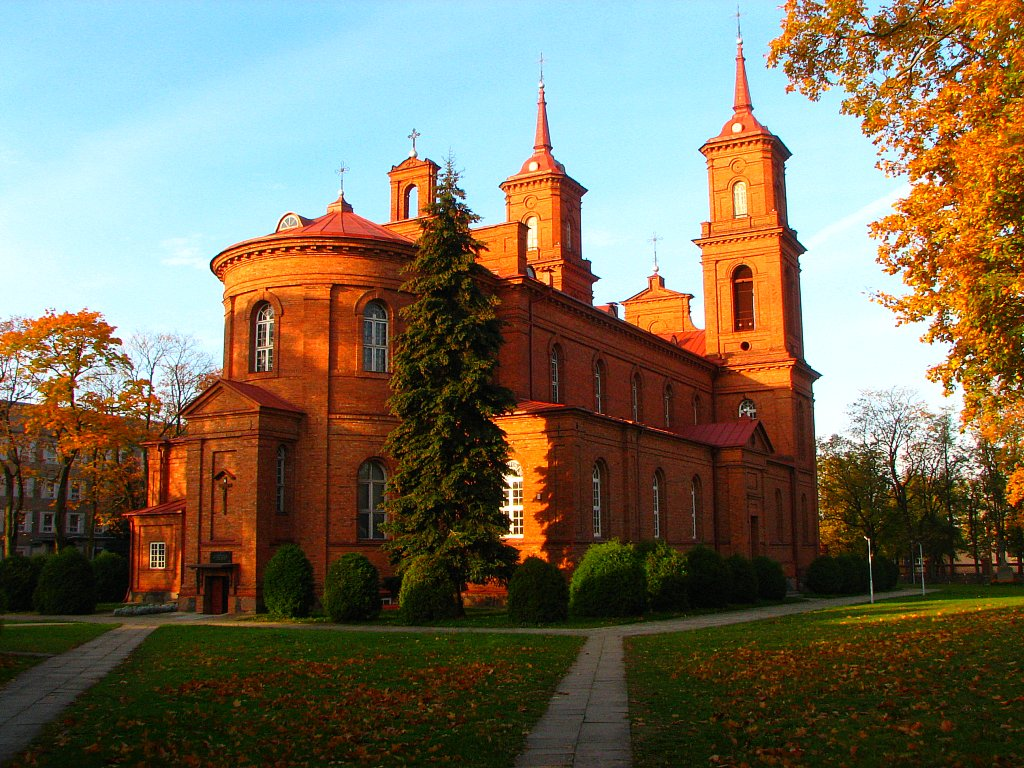
市内の聖ペトロ・聖パウロ教会

### 起源
パネヴェジースが最初に歴史上に登場したのは1503年である。ポーランド王・リトアニア大公アレクサンドラス2世が、町に対し教会やその他建築物建設の権利を授けた文書にその名が現れた。アレクサンドラス2世はパネヴェジースの創設者とみなされており、2003年には500周年を祝った。市はネヴェジス川（en:Nevėžis River）の古い平野の上にある。パネヴェジースという名は、ネヴェジス川沿い、という意味がある。16世紀を通じ、市は王立町の特権を維持した。14世紀の早い時期に、パネヴェジース地域へ移住したポーランド人、カライム人の自治体があった。
カライム人のケネサ（カライム人のシナゴーグ）、ポーランド人のギムナジウムが第二次世界大戦までパネヴェジースにあった。17世紀、ネヴェジス川左岸の市の一部が発展し始め、さらに拡大した。1830年の11月蜂起、1863年の1月蜂起ではパネヴェジースは重要な役割を演じ、独立闘争は1864年まで続いた。19世紀終盤の産業革命後、最初の工場が市内に設置され、工業が最新の機械を使い始めた。生産品が一般大衆の市場向けに適応できるよう、銀行業が強化され商業が増加した。教育制度がさらに得やすくなり、同様に識字率が上昇した。19世紀終わりから20世紀初頭、パネヴェジースは地方の強力な経済・文化中心地となった。当時、パネヴェジースはリトアニア第4の都市であった。地元の本の運び屋クニグネシャイによる活動の中心地でもあった。1月蜂起後にロシア帝国によるロシア化が推し進められ、ラテン文字を用いるリトアニア語の本は禁止されていた（リトアニア語出版禁止令）。クニグネシャイは、ロシア帝国内のリトアニア語地域にリトアニア語の本を密輸した個人の総称である。その一人、ユオザス・マシウリスは1905年に初めてリトアニア語書店と印刷所を開店した。建物は今もパネヴェジースのランドマークであり、地元住民は100年以上続く書店を誇りにしている。

### パネヴェジースのユダヤ人
2つの大戦の間、リトアニアは独立国家となり、パネヴェジースの成長は続いた。1923年に政府が実施した最初の国勢調査によると、パネヴェジースの人口は19,147人、そのうち6,845人がユダヤ人（36％）であった。 
ポネヴェズ・イェシーバー（en:Ponevezh yeshiva）は、在リトアニア・ユダヤ史上最も有名な超政党派ユダヤ教のイェシーバーの一つで、パネヴェジースに置かれ繁栄した。ラビのヨセフ・シュロモ・カアネマン（en:Yosef Shlomo Kahaneman、1886年-1969年）はロシュ・イェシーバー（en:Rosh yeshiva）の称号を持つ学院長であった。彼はPonovezher Rovの名で知られたイェシーバーの学院長で、パネヴェジースのラビ指導者でもあった。彼はどうにかイギリス保護領パレスチナ（en:British Mandate of Palestine）へ亡命することができ、現在のイスラエル・ブネイ・ブラクで同じ名前のポネヴェズ・イェシーバーの再建に着手した。現在のポネヴェズ・イェシーバーは、若いタルムード学者の非常に大きな学生総数を持つ。

### 大戦下
1923年から1939年にかけ、パネヴェジース人口は26,000人に増加した。1940年6月15日、バルト諸国占領の結果としてソビエト軍が市を接収し、ソビエト連邦に併合された。何人かの政治犯が精糖工場近くで殺害された。大多数のレジスタンスはシベリアへ送られるか、別のかたちでの迫害を受けた。
ナチス・ドイツがソビエトに宣戦布告後、パネヴェジースは第一次世界大戦でそうされたようにドイツ軍に占領された。市は東方占領地域（en:Reichskommissariat Ostland）内の地区中心地（Gebietskommissariate）の地位を獲得した。ナチス占領の間、パネヴェジースにいたユダヤ人のほとんど全てが、ホロコーストで命を奪われた。ほんの少数の人々が逃亡でき、国外で亡命者保護を受けた。（詳細はリトアニアにおけるホロコーストを参照）

### 現代
第二次世界大戦後、都市の進化の自然なプロセスが崩壊した。ソビエト連邦共産党は独裁支配を行使し、市は主要産業中心地に転換された。1960年代から1980年代、いくつかの大規模産業会社が設立された。ソビエト当局はパネヴェジース旧市街を破壊した。旧市街の全体的な破壊が止められた後、地元住民の大きな不満だけが残った。
1959年から1979年の間、41,000人から101,500人まで人口が増えた。1990年、リトアニア再独立後、人口は13万人に達した。市の産業はいくつかの大きな変化に直面した。しばらくの間、パネヴェジースではプラスチック協同組合が大きな利益をあげているとみられていた。郊外地域はまだ取り残されており、非常に大きくて奇怪な家を地元住民はプラスチック王宮殿と呼んでいる。

## 気候
| パネヴェジースの気候                                  | パネヴェジースの気候 | パネヴェジースの気候 | パネヴェジースの気候 | パネヴェジースの気候 | パネヴェジースの気候 | パネヴェジースの気候 | パネヴェジースの気候 | パネヴェジースの気候 | パネヴェジースの気候 | パネヴェジースの気候 | パネヴェジースの気候 | パネヴェジースの気候 | パネヴェジースの気候 |
| 月                                                    | 1月                  | 2月                  | 3月                  | 4月                  | 5月                  | 6月                  | 7月                  | 8月                  | 9月                  | 10月                 | 11月                 | 12月                 | 年                   |
| ----------------------------------------------------- | -------------------- | -------------------- | -------------------- | -------------------- | -------------------- | -------------------- | -------------------- | -------------------- | -------------------- | -------------------- | -------------------- | -------------------- | -------------------- |
| 最高気温記録 °C （°F）                                | 11.8 (53.2)          | 10.6 (51.1)          | 18.1 (64.6)          | 26.6 (79.9)          | 29.5 (85.1)          | 32.5 (90.5)          | 35.3 (95.5)          | 34.0 (93.2)          | 28.4 (83.1)          | 21.7 (71.1)          | 13.6 (56.5)          | 10.3 (50.5)          | 35.3 (95.5)          |
| 平均最高気温 °C （°F）                                | −0.3 (31.5)          | 1.5 (34.7)           | 4.3 (39.7)           | 12.4 (54.3)          | 17.0 (62.6)          | 21.5 (70.7)          | 23.8 (74.8)          | 22.9 (73.2)          | 17.5 (63.5)          | 11.3 (52.3)          | 4.0 (39.2)           | −0.3 (31.5)          | 11.3 (52.33)         |
| 日平均気温 °C （°F）                                  | −2.5 (27.5)          | −1.3 (29.7)          | 0.8 (33.4)           | 7.7 (45.9)           | 11.5 (52.7)          | 16.4 (61.5)          | 18.3 (64.9)          | 17.3 (63.1)          | 12.7 (54.9)          | 8.0 (46.4)           | 1.9 (35.4)           | −2.4 (27.7)          | 7.37 (45.26)         |
| 平均最低気温 °C （°F）                                | −4.7 (23.5)          | −4.0 (24.8)          | −2.6 (27.3)          | 2.9 (37.2)           | 6.0 (42.8)           | 11.3 (52.3)          | 12.8 (55)            | 11.7 (53.1)          | 7.9 (46.2)           | 4.6 (40.3)           | −0.3 (31.5)          | −4.5 (23.9)          | 3.43 (38.16)         |
| 最低気温記録 °C （°F）                                | −27.4 (−17.3)        | −27.7 (−17.9)        | −17.0 (1.4)          | −6.5 (20.3)          | −2.5 (27.5)          | 1.9 (35.4)           | 5.8 (42.4)           | 0.0 (32)             | −3.8 (25.2)          | −8.0 (17.6)          | −21.5 (−6.7)         | −30.3 (−22.5)        | −30.3 (−22.5)        |
| 降水量 mm （inch）                                    | 49.8 (1.961)         | 33.8 (1.331)         | 36.6 (1.441)         | 43.1 (1.697)         | 64.8 (2.551)         | 67.5 (2.657)         | 103.1 (4.059)        | 54.2 (2.134)         | 40.5 (1.594)         | 56.3 (2.217)         | 44.6 (1.756)         | 40.4 (1.591)         | 634.7 (24.989)       |
| 平均降水日数 （≥1 mm）                                | 11.1                 | 11.9                 | 10.1                 | 8.3                  | 9.1                  | 10.8                 | 9.7                  | 10.4                 | 7.8                  | 11.0                 | 11.2                 | 11.1                 | 122.5                |
| 出典：NOAA (平均値：1991年-2020年、極値：1959年-現在) |                      |                      |                      |                      |                      |                      |                      |                      |                      |                      |                      |                      |                      |

## 対外関係

### 姉妹都市・提携都市
姉妹都市
- ルーネン（英語版）、ドイツ
- カルマル市、スウェーデン
- フース、オランダ
- ルブリン、ポーランド
- コリング、デンマーク
- ムィティシ、ロシア
- カリーニングラード、ロシア
- ガブロヴォ、ブルガリア
- ラクヴェレ、エストニア

パートナーシップ都市
- 豊橋市（日本国 中部地方 愛知県）
  - 2019年（令和元年）6月27日 - パートナーシップ都市提携締結。